# Лосятин (Кременецький район)
Лося́тин — село в Україні, у Почаївській міській громаді Кременецького району Тернопільської області. Розташоване на річці Іква, на заході району. До 2020 центр Лосятинської сільської ради, якій було підпорядковане село Борщівка. До Лосятина приєднано хутори Деркачі, Левківці та Підкамінчик.
Населення — 1519 осіб (2001).

## Історія
Перша писемна згадка — 1545 року як власність українського (руського) або литовського роду Лосятинських.
Діяли «Просвіта», «Рідна школа», «Сільський господар» та інші українські товариства.
На 1936 рік село входило до ґміни Почаїв Кременецького повіту. 
24 серпня 2006 р. настоятелем храму св. арх. Михаїла УПЦ КП прот. Василем Хоміцьким, був закладений фундамент церковного музею митрополита Якова Панчука поруч із храмом. Також в цей день освячено могилу-курган Борцям за волю України на церковному подвір'ї. 6 грудня 2013 р. архиєпископом Тернопільським і Кременецьким Нестором (Писиком), освячено і відкрито церковний музей  митрополиту Якову Панчуку.  В Західній Україні подібних музеїв є два: один в с. Хімчин, Івано-Франківської області, патріарху Володимиру (Романюку) і в с. Лосятин митрополиту Якову (Панчуку).
12 червня 2020 року, відповідно до розпорядження Кабінету Міністрів України № 724-р «Про визначення адміністративних центрів та затвердження територій територіальних громад Тернопільської області», увійшло до складу Почаївської міської громади.
19 липня 2020 року, в результаті адміністративно-територіальної реформи та ліквідації Кременецького (1940-2020) району, село увійшло до складу новоутвореного Кременецького району.
У 2022 році настоятель храму св. арх. Михаїла ПЦУ кандидат історичних наук митрофорний протоієрей Василь Хоміцький , разом із парафіянами (100 дворів) вирішили святкувати Різдво 25 грудня. Цьому передувало рішення Синоду ПЦУ від 18 жовтня 2022 р. Це перша парафія в області у стіп Почаївської лаври РПЦ і із настоятелем-науковцем, під час російської агресії відважилась на відчайдушний крок: святкування Різдва Христового за новим стилем. 2 лютого 2023 р. Синод ПЦУ прийняв рішення  дозволити парафії арх. Михаїла ПЦУ с. Лосятин через два тижні, а саме 19 лютого 2023 р. перейти на новий стиль . Це перша парафія в області, яка перейшла на новоюліанський стиль. Отець Василь (Хоміцький) не злякався випробувань (ще централізовано не було роздруковано календар за новим стилем), сам уклав церковний календар за новим стилем (на це пішло 4 місяці) і по ньому звершував богослужіння до 1 вересня 2023 р. коли появився православний календар ПЦУ.

## Населення
За даними перепису населення 2001 року мовний склад населення села був таким:

### Мова
Розподіл населення за рідною мовою за даними перепису 2001 року:
| Мова       | Кількість | Відсоток |
| ---------- | --------- | -------- |
| українська | 1495      | 98.42%   |
| російська  | 22        | 1.45%    |
| білоруська | 2         | 0.13%    |
| Усього     | 1519      | 100%     |

## Пам'ятки
Каплиця ап. Якова брата Господнього по плоті (1914, мурована)
Церква Архістратига Михаїла ПЦУ (1992, мурована).
Споруджено пам'ятник воїнам-односельцям, полеглим у ІІ світовій війні (1985).
Споружено могилу-курган Борцям за волю України на церковному подвір'ї (2006).

## Соціальна сфера
Працюють загальноосвітня школа І-ІІ ступенів, клуб, бібліотека, ФАП, відділення зв'язку, ветеринарний пункт, дитсадок, амбулаторія, медпункт, церковний музей митрополита і священноархимандрита Свято-Успенської Почаївської лаври Якова (Панчука).

## Підприємства
Діє сільськогосподарський кооператив «Ягідний край», у якому втілюють проєкт — лінію з виготовлення паливних брикетів. У 2012 році на базі сільськогосподарського обслуговуючого кооперативу створений полуничний кооператив і посаджені перші 10 га полуниці. До теперішнього часу площі насаджень складають уже 35 га: з них 25 га кооперативного поля і 7 га у сімейних ферм. У 2015 році врожай становив близько 300 тонн ягід. Вирощена полуниця поставлялася компанії «Данон» в Україні і повністю покрила потреби компанії в цій ягоді.

## В селі народилися
- 5 жовтня 1931 року — митрополит Української православної церкви Київського патріархату, священноархимандрит Свято-Успенської Почаївської лаври Яків (Панчук).
- 16 січня 1953 року — колаборант та сепаратист, колишній митрополит Української православної церкви (Московського патріархату) Серафим (Залізницький).
- 9 травня 1966 року — митрополит Луцький і Волинський Православної церкви України Михаїл (Зінкевич).

## Галерея

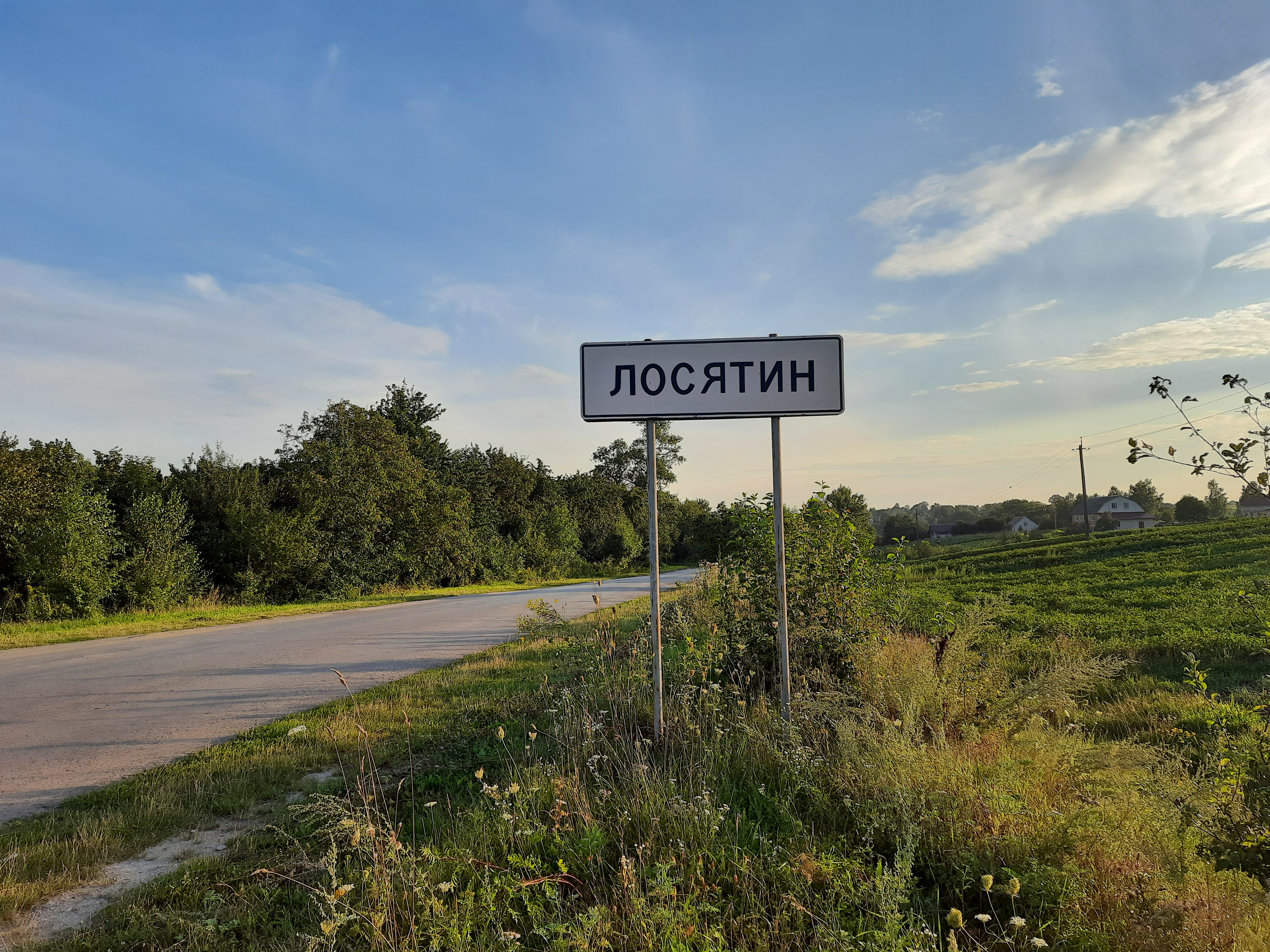
Дорожній знак при в'їзді в село
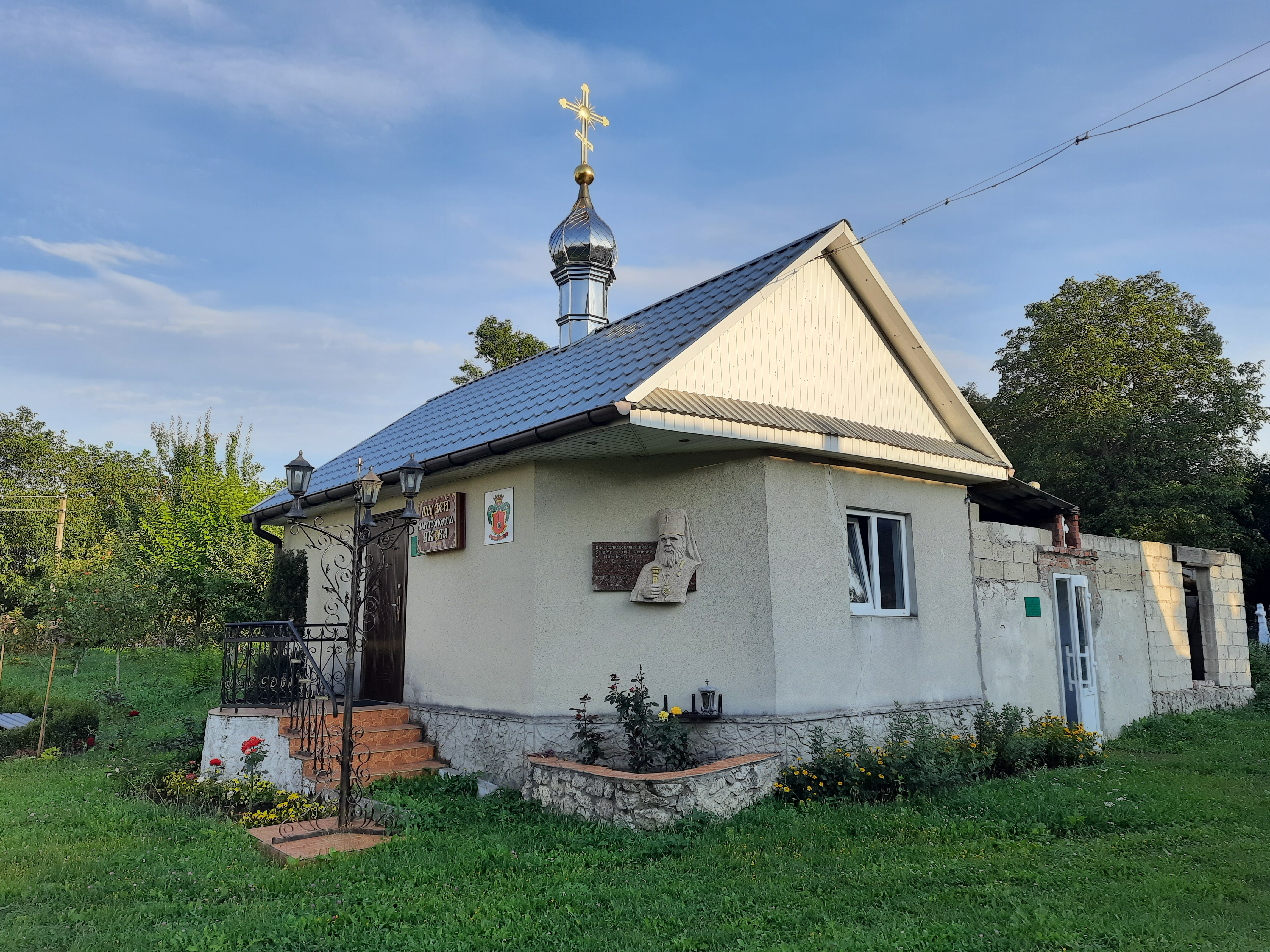
Музей митрополита Якова Панчука
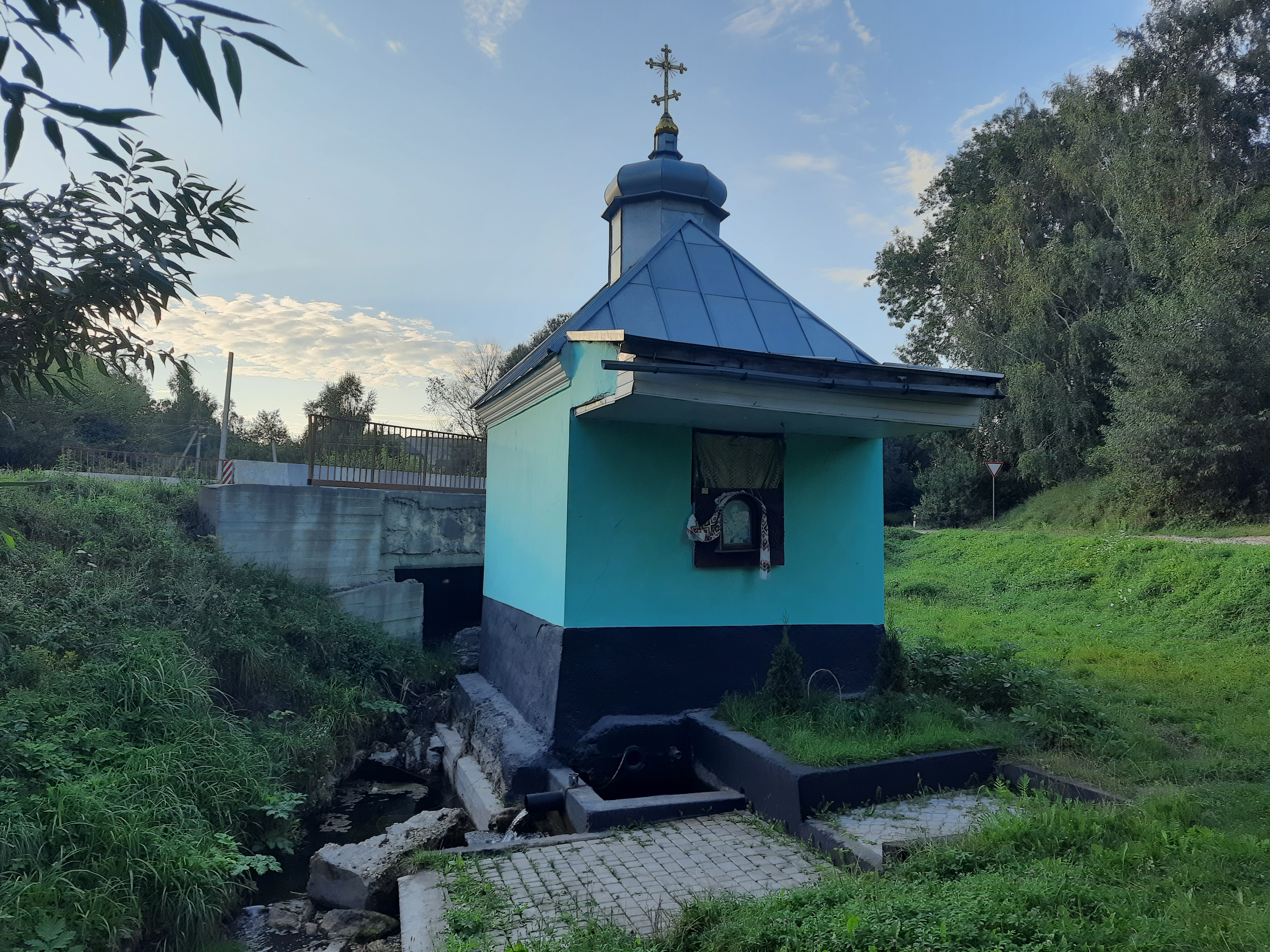
Водосвятна каплиця
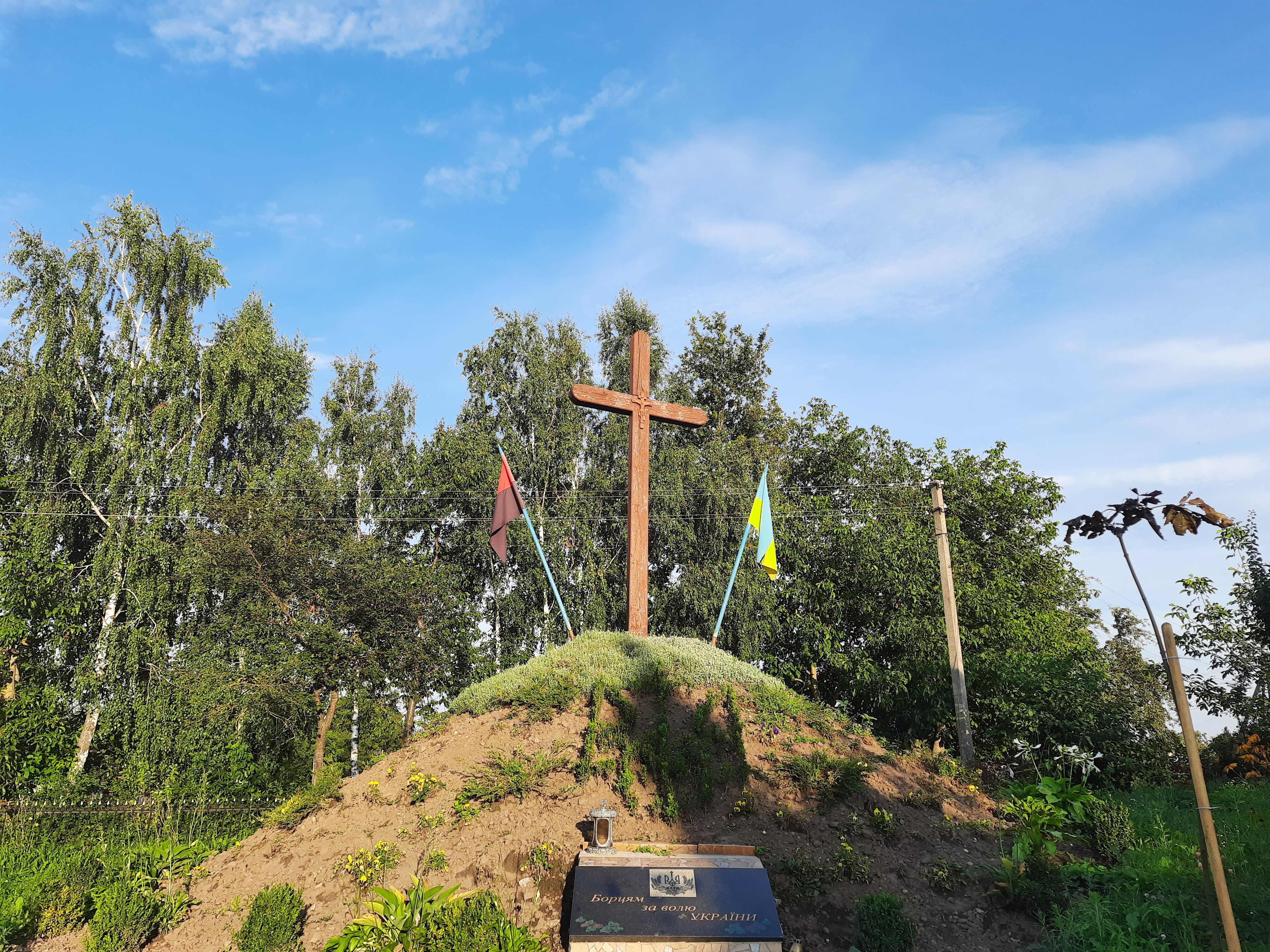
Могила-курган Борцям за волю України